# Медаль «За безупречную службу»
Меда́ль «За безупре́чную слу́жбу» — ведомственная медаль, учреждённая совместным приказом Министра обороны СССР, Министра внутренних дел СССР и Председателя Комитета государственной безопасности СССР от 25 января 1958 года.

## История медали
Ещё до окончания Великой Отечественной войны Президиум Верховного Совета СССР Указом от 4 июня 1944 года ввел порядок награждения орденами и медалями военнослужащих Красной Армии за выслугу лет. Указ предусматривал награждение медалью «За боевые заслуги» за 10 лет безупречной службы, орденом Красной Звезды — за 15 лет безупречной службы, орденом Красного Знамени за 20 лет и орденом Ленина за 25 лет службы. За 30 лет безупречной службы предусматривалось повторное награждение орденом Красного Знамени.
Награждения боевыми наградами за выслугу лет приняли массовый характер. Так, например, орден Красного Знамени (один из самых почётных боевых орденов) за выслугу лет был вручён около 300 тысяч раз. Такие массовые награждения сильно снизили престиж почётных боевых наград. Поэтому в 1957 году было принято решение о прекращении награждения орденами и медалью «За боевые заслуги» за выслугу лет. Взамен их каждое из трёх силовых ведомств (Министерство обороны СССР, Министерство внутренних дел СССР и Комитет государственной безопасности СССР) единым приказом от 25 января 1958 года учредило свою собственную ведомственную медаль «За безупречную службу».

## Положение о медали
Согласно положению медалью «За безупречную службу» награждаются военнослужащие Советской Армии, Военно-Морского Флота, войск и органов Министерства внутренних дел СССР, войск и органов Комитета государственной безопасности при Совете Министров СССР, прослужившие в соответствующих структурах не менее 10 лет и не имеющие взысканий за период службы.
Награждение медалью «За безупречную службу» производится Министром обороны СССР, Министром внутренних дел СССР или Председателем Комитета государственной безопасности СССР.
Медаль «За безупречную службу» состоит из трёх степеней:
- Медаль I степени (за 20 лет безупречной службы)
- Медаль II степени (за 15 лет безупречной службы)
- Медаль III степени (за 10 лет безупречной службы)

Высшей степенью медали является I степень. Награждение производится последовательно: сначала третьей, затем второй и, наконец, первой степенью. Однако лица, уже прослужившие к моменту учреждения медали 15 или 20 лет, могут быть сразу награждены соответственно второй или первой степенью медали.
Ведомственная медаль «За безупречную службу» носится на левой стороне груди и при наличии других медалей СССР располагается после них.

## Описание медали
Медаль имеет форму правильного круга диаметром 32 мм. На лицевой части медали, в центре, расположена пятиконечная звезда с расходящимися из-под тупых углов звезды пучками лучей. В центре звезды — серп и молот. По окружности звезда окружена венком из лавровых листьев. Лицевая сторона медали имеет одинаковый рисунок для всех типов и разновидностей всех ведомств, учредивших её. Исключение составляет второй тип медалей, учрежденных Комитетом Государственной Безопасности. У данного типа в нижней части аверса, между нижними лучами звезды, расположены римские цифры «ХХ», «XV» или «Х» на I, II и III степени медали, соответственно.
Медаль I степени изготавливается из серебра (ранние выпуски медали с 1958 по 1965 год) или из посеребрённой латуни (поздние выпуски медали). Поверхность пятиконечной звезды у медали I степени покрыта красной эмалью (кроме серпа и молота в центре). Медаль II степени изготавливается из латуни. Вся поверхность медали II степени, кроме пятиконечной звезды, посеребрённая. Медаль III степени изготавливается из латуни. Серебрение у медали III степени отсутствует. Оборотная сторона медали различна для каждого из трех ведомств, её учредивших.
Медаль при помощи ушка и кольца соединяется с пятиугольной колодочкой, обтянутой шёлковой муаровой лентой красного цвета шириной 24 мм. Края ленты окаймлены узкими зелёными полосками. По центру ленты полоски золотисто-жёлтого цвета:
- для I степени — одна полоска;
- для II степени — две полоски;
- для III степени — три полоски.

## Критика
Особым уважением в войсках и органах КГБ и МВД СССР медаль не пользовалась. Сами военнослужащие зачастую называли её «За безуспешную службу». Медаль называли «песочной» или «медаль за песок», имея в виду процесс естественного старения награждённого.